# 地球樹の女神
『地球樹の女神』（ちきゅうじゅのめがみ）は、1988年（昭和63年）から1992年（平成4年）にかけて発表された平井和正の長編SF小説である。

## 概要
平井和正が中学2年生の時に同じクラスの初恋の少女をヒロインにして書いた長編処女小説『消えたX』が原型。ラスト・ハルマゲドン・ストーリーと銘打ち、角川書店『野性時代』誌に1988年（昭和63年）6月から1989年（平成元年）9月にかけて発表したが、出版社による改竄が発覚し中断した。続編は徳間書店『 SFアドベンチャー』誌に1990年（平成2年）4月から1992年（平成4年）3月にかけて掲載し無事完結した。活字化のたびにトラブルに見舞われ、書籍の入手が難しい作品であったが、のちに電子書籍となり、2004年（平成16年）には完全版として『地球樹の女神 -最終版-』がCD-ROMで発行された。

## あらすじ
IQ400以上の超天才少女・後藤由紀子は、観葉植物フィロデンドロンの「教授」と交信し多くの知識を得ていた。中学3年生になった新学期、遅刻のため正門が閉ざされた学校裏手の塀の上で、少女は一人の同級生と出会う。謎を秘めたその少年・四騎忍との出会いが、世界の終焉と再生への幕開けだった。

## 各巻タイトル
1. 真昼の魔女
2. 鷹は自由に
3. 火の騎士
4. わが母の教えたまいし歌
5. 聖母の宝石
6. 亡き王女のためのパヴァーヌ
7. 狼の足跡
8. 影のない女
9. 死と乙女
10. トワイライト・ゾーン
11. 荒野の少年のバラード
12. イマジン
13. 本に挟んだ古い手紙
14. 別れの「ファンシー」

### 書誌情報
角川書店版（カドカワノベルズ）
- 「地球樹の女神 1 真昼の魔女」1988年（昭和63年）6月 ISBN 4-04-781201-3
- 「地球樹の女神 2 鷹は自由に」1988年（昭和63年）9月 ISBN 4-04-781202-1
- 「地球樹の女神 3 火の騎士」1988年（昭和63年）11月 ISBN 4-04-781203-X
- 「地球樹の女神 4 わが母の教えたまいし歌」1989年（平成元年）4月 ISBN 4-04-781204-8
- 「地球樹の女神 5 聖母の宝石」1989年（平成元年）6月 ISBN 4-04-781205-6
- 「地球樹の女神 6 亡き王女のためのパヴァーヌ」1989年（平成元年）8月 ISBN 4-04-781206-4

徳間書店版
- 「地球樹の女神 part 1 真昼の魔女・鷹は自由に」1990年（平成2年）5月 ISBN 4-19-124194-X
- 「地球樹の女神 part 2 火の騎士」1990年（平成2年）5月 ISBN 4-19-124195-8
- 「地球樹の女神 part 3 わが母の教えたまいし歌」1990年（平成2年）6月 ISBN 4-19-124260-1
- 「地球樹の女神 part 4 聖母の宝石」1990年（平成2年）7月 ISBN 4-19-124286-5
- 「地球樹の女神 part 5 亡き王女のためのパヴァーヌ」1990年（平成2年）8月 ISBN 4-19-124315-2
- 「地球樹の女神 part 6 狼の足跡」1990年（平成2年）9月 ISBN 4-19-124348-9
- 「地球樹の女神 part 7 影のない女」1990年（平成2年）11月 ISBN 4-19-124389-6
- 「地球樹の女神 part 8 死と乙女」1991年（平成3年）2月 ISBN 4-19-124471-X
- 「地球樹の女神 part 9 トワイライト・ゾーン」1991年（平成3年）5月 ISBN 4-19-124549-X
- 「地球樹の女神 part 10 荒野の少年のバラード」1991年（平成3年）8月 ISBN 4-19-124627-5
- 「地球樹の女神 part 11 イマジン」1991年（平成3年）10月 ISBN 4-19-124670-4
- 「地球樹の女神 part 12 本に挟んだ古い手紙」1991年（平成3年）12月 ISBN 4-19-124730-1
- 「地球樹の女神 part 13 別れの「ファンシー」」1992年（平成4年）3月 ISBN 4-19-124825-1

徳間書店ハードカバー版は紙媒体の書籍としては唯一完全出版されたもの。本来の第1巻と第2巻を合本で PART1 としているため PART13 まで全13巻となっている。
アスキー版（Aspect novels）発売・アスペクト
- 「地球樹の女神 1 真昼の魔女」1997年（平成9年）5月 ISBN 4-89366-732-7
- 「地球樹の女神 2 鷹は自由に」1997年（平成9年）7月 ISBN 4-89366-758-0
- 「地球樹の女神 3 火の騎士」1997年（平成9年）9月 ISBN 4-89366-813-7
- 「地球樹の女神 4 わが母の教えたまいし歌」1997年（平成9年）11月 ISBN 4-89366-847-1
- 「地球樹の女神 5 聖母の宝石」1998年（平成10年）2月 ISBN 4-89366-966-4
- 「地球樹の女神 6 狼の足跡」1998年（平成10年）6月 ISBN 4-7572-0109-5

アスキー版は著者により編集・再構成され、コミック『クリスタル・チャイルド』も並行掲載したもの。泉谷あゆみのフルカラーイラストで彩られた美しい装丁で人気を博すが、アスキーの経営悪化により6巻で頓挫した。

## 関連作品
コミック『クリスタル・チャイルド』
平井和正がコミック用に新たに書き下ろしたオリジナル原作を専属イラストレーターの泉谷あゆみが描き、1995年（平成7年）に徳間書店 MANGA BOYS COMICS SPECIAL として上下2巻で刊行された。
クリスタル・チャイルド　“地球樹の女神”コア・ストーリー
1997年（平成9年）、当時のアスキーにあった平井和正公式サイト「Moonlight Campus」においてデジタルノベルとして週刊連載された。上記コミック版とも別ストーリー。
書きたくない小説のこと
徳間書店版『地球樹の女神 PART3』のあとがきにおいて書きたくない小説の実例として本作のサイドストーリーを書いたのが、その後各巻のあとがきで連載になる。
その日の午後、砲台山で
作家平井和正が四騎忍と化し『幻魔大戦』と『ボヘミアンガラス・ストリート』の作品世界に干渉するストーリー。『幻魔大戦』が20年ぶりに復活するきっかけとなる。2004年（平成16年）、CD-ROM『地球樹の女神-最終版-』に書き下ろしで収録された。

## 表現の自由問題

### 改ざん問題
「『狼男だよ』改竄事件」から20年目にあたる1989年（平成元年）、カドカワノベルズ版『地球樹の女神』において改竄問題が発覚した。平井本人によると、既刊6巻において著作者人格権に著しく抵触する改竄部分は130箇所以上あった。その他、校正者が作者の同意なく改変を加えた箇所は夥しく数え切れないという。角川書店は当時、平井のほとんどの作品を文庫化していたが、これにより関係は決裂する。

### 言葉狩り問題
1996年（平成8年）『地球樹の女神』は徳間書店から新書判での再刊行準備が行われていたが、平井は出版社の用語規制によるチェックを言葉狩りと非難し、徳間書店からの出版を拒否する。この件により「幻魔大戦シリーズ」「ウルフガイ・シリーズ」をはじめ多くの作品を出版してきた徳間書店との関係も決裂する。